# Mouloudia Marrakech
Mouloudia Club Marrakech (w skrócie MCM) – marokański klub piłkarski z siedzibą w Marrakeszu. W sezonie 2020/2021 gra w GNFA 1.

## Opis
Klub został założony w 1948 roku. Jeden raz w historii zagrał w GNF 1 – w sezonie 1980/1981 zajął 17. miejsce i spadł do niższej dywizji.